# Carta pastoral
La carta pastoral, a menudo llamada simplemente pastoral, es una carta abierta firmada por un obispo o conferencia episcopal dirigida al clero o laicos de su diócesis, o a ambos, conteniendo tanto consejos generales, instrucciones o consolaciones, como direcciones para como comportarse en circunstancias particulares. En la Iglesia católica estas cartas son también enviadas regularmente en ciertas épocas del calendario eclesiástico, particularmente al comienzo de los ayunos. En la mayoría de las diócesis, se requiere a los clérigos para que lean las cartas pastorales de su obispo diocesano a sus feligreses.
En las Iglesias protestantes no-episcopales se da el nombre de carta episcopal a cualquier carta abierta firmada por un pastor y dirigida a su congregación.
Las cartas pastorales son importantes ya que dejan vivo el legado de San Pablo de Tarso, dan pautas para jerarquizar y organizar la iglesia con las funciones de cada rango, nos da reglas para la fe de la humanidad y definen el vivo carácter de los evangelios

## Cartas pastorales (Tito y Timoteo)
Estas cartas se les nombra como pastorales ya que se dirigen a dos grandes pastores, compañeros de San Pablo de Tarso. Además, estas cartas, recogían las normas y las funciones de los pastores: mantener la unidad y fe en la iglesia particular.